# Tobias Opbacher
Tobias Opbacher, född 1847 i Tyrolen i Österrike, död 1906, var en österrikisk-svensk bryggmästare och företagare.
Tobias Opbacher rekryterades från Österrike av Fritz Dölling 1870 för att bli övermältare vid Nürnbergbryggeriet i Stockholm. Han blev 1871 underbryggmästare vid Hamburgerbryggeriet i Stockholm och 1876 disponent på Krönleins Bryggeri i Jönköping och övertog bryggeriet på 1880-talet. Han sålde företaget 1894 till Ernst Hartmann.
Tobias Opbacher ägde i slutet av 1800-talet Stora hotellet.
Efter att ha återvänt till Stockholm, grundade han Tobias Opbachers Maltfabrik på den sydvästra delen av Reimersholme.
Han gifte sig 1875 med Charlotta Henrietta Krönlein.